# Großer Preis von Monaco 1987
Der Große Preis von Monaco 1987 (offiziell 45e Grand Prix de Monaco) fand am 31. Mai auf dem Circuit de Monaco in Monte Carlo statt und war das vierte Rennen der Formel-1-Weltmeisterschaft 1987.

## Berichte

### Hintergrund
Im Vergleich zum Großen Preis von Belgien zwei Wochen zuvor gab es keine Veränderungen im Teilnehmerfeld.
Nachdem in den Jahren zuvor aus Sicherheitsgründen auf dem engen Kurs meist die Anzahl der Starter begrenzt worden war, gab der Veranstalter überraschend bekannt, dass in diesem Jahr alle 26 Fahrer zum Rennen zugelassen würden.

### Training
Während des Trainings ereignete sich ein spektakulärer Unfall in der Steigung zwischen der Sainte Dévote-Kurve und dem Casino. Als Michele Alboreto mit dem Zakspeed von Christian Danner kollidierte, hob sein Ferrari ab, flog mehrere Meter durch die Luft, landete wieder auf der Strecke und fing Feuer. Die FISA sah in Danner den Schuldigen und sperrte ihn für den Rest des Wochenendes. Es war das erste Mal in der Geschichte der Formel 1, dass eine solche Strafe verhängt wurde. Sie war im Fahrerlager sehr umstritten, da einerseits nicht alle Danner für schuldig hielten und es andererseits zuvor ähnliche Unfälle gegeben hatte, bei denen niemand bestraft worden war.
Mit Nigel Mansell auf der Pole sowie Ayrton Senna und Nelson Piquet qualifizierten sich drei mit Honda-Motoren ausgestattete Fahrer für die ersten drei Startplätze. Alain Prost folgte auf dem vierten Platz vor Alboreto und Eddie Cheever.

### Rennen
Mansell ging vor Senna, Piquet, Alboreto, Prost und Cheever in Führung. Bis zur 30. Runde änderte sich an dieser Reihenfolge an der Spitze nichts. Dann jedoch musste Mansell aufgrund eines Schadens am Turbolader aufgeben. Senna übernahm die Führung und verteidigte sie fortan durchgehend bis ins Ziel. Piquet hielt sich ebenso souverän auf dem zweiten Platz. Prost folgte auf dem dritten Rang, nachdem er den zuvor auf dieser Position gelegenen Cheever in Runde 51 überholt hatte. Da der Franzose drei Runden vor dem Ende des Rennens ebenso wie Cheever kurz zuvor aufgrund eines Motorschadens ausschied, belegte Alboreto den dritten Platz vor Gerhard Berger, Jonathan Palmer und Ivan Capelli.

## Meldeliste
| Team                           | Nr. | Fahrer             | Chassis        | Motor                         | Reifen |
| ------------------------------ | --- | ------------------ | -------------- | ----------------------------- | ------ |
| Marlboro McLaren International | 01  | Alain Prost        | McLaren MP4/3  | TAG/Porsche TTE PO1 1.5 V6t   | G      |
| Marlboro McLaren International | 02  | Stefan Johansson   | McLaren MP4/3  | TAG/Porsche TTE PO1 1.5 V6t   | G      |
| Data General Team Tyrrell      | 03  | Jonathan Palmer    | Tyrrell DG016  | Ford Cosworth DFZ 3.5 V8      | G      |
| Data General Team Tyrrell      | 04  | Philippe Streiff   | Tyrrell DG016  | Ford Cosworth DFZ 3.5 V8      | G      |
| Canon Williams Honda Team      | 05  | Nigel Mansell      | Williams FW11B | Honda RA167E 1.5 V6t          | G      |
| Canon Williams Honda Team      | 06  | Nelson Piquet      | Williams FW11B | Honda RA167E 1.5 V6t          | G      |
| Motor Racing Developments      | 07  | Riccardo Patrese   | Brabham BT56   | BMW M12/13 1.5 L4t            | G      |
| Motor Racing Developments      | 08  | Andrea de Cesaris  | Brabham BT56   | BMW M12/13 1.5 L4t            | G      |
| West Zakspeed Racing           | 09  | Martin Brundle     | Zakspeed 871   | Zakspeed 1500/4 1.5 L4t       | G      |
| West Zakspeed Racing           | 10  | Christian Danner   | Zakspeed 871   | Zakspeed 1500/4 1.5 L4t       | G      |
| Camel Team Lotus Honda         | 11  | Satoru Nakajima    | Lotus 99T      | Honda RA166E 1.5 V6t          | G      |
| Camel Team Lotus Honda         | 12  | Ayrton Senna       | Lotus 99T      | Honda RA166E 1.5 V6t          | G      |
| Team El Charro AGS             | 14  | Pascal Fabre       | AGS JH22       | Ford Cosworth DFZ 3.5 V8      | G      |
| Leyton House March Racing Team | 16  | Ivan Capelli       | March 871      | Ford Cosworth DFZ 3.5 V8      | G      |
| USF&G Arrows Megatron          | 17  | Derek Warwick      | Arrows A10     | Megatron M12/13 1.5 L4t       | G      |
| USF&G Arrows Megatron          | 18  | Eddie Cheever      | Arrows A10     | Megatron M12/13 1.5 L4t       | G      |
| Benetton Formula Ltd           | 19  | Teo Fabi           | Benetton B187  | Ford Cosworth GBA 1.5 V6 t    | G      |
| Benetton Formula Ltd           | 20  | Thierry Boutsen    | Benetton B187  | Ford Cosworth GBA 1.5 V6 t    | G      |
| Osella Squadra Corse           | 21  | Alex Caffi         | Osella FA1I    | Alfa Romeo 890T 1.5 V8t       | G      |
| Minardi F1 Team                | 23  | Adrián Campos      | Minardi M187   | Motori Moderni 615-90 1.5 V6t | G      |
| Minardi F1 Team                | 24  | Alessandro Nannini | Minardi M187   | Motori Moderni 615-90 1.5 V6t | G      |
| Ligier Loto                    | 25  | René Arnoux        | Ligier JS29B   | Megatron M12/13 1.5 L4t       | G      |
| Ligier Loto                    | 26  | Piercarlo Ghinzani | Ligier JS29B   | Megatron M12/13 1.5 L4t       | G      |
| Scuderia Ferrari SpA SEFAC     | 27  | Michele Alboreto   | Ferrari F1/87  | Ferrari 033D 1.5 V6t          | G      |
| Scuderia Ferrari SpA SEFAC     | 28  | Gerhard Berger     | Ferrari F1/87  | Ferrari 033D 1.5 V6t          | G      |
| Larrousse Calmels              | 30  | Philippe Alliot    | Lola LC87      | Ford Cosworth DFZ 3.5 V8      | G      |

## Klassifikationen

### Qualifying
| Pos. | Fahrer             | Konstrukteur           | 1. Qualifikationstraining | 1. Qualifikationstraining | 2. Qualifikationstraining | 2. Qualifikationstraining | Start |
| Pos. | Fahrer             | Konstrukteur           | Zeit                      | Ø-Geschwindigkeit         | Zeit                      | Ø-Geschwindigkeit         | Start |
| ---- | ------------------ | ---------------------- | ------------------------- | ------------------------- | ------------------------- | ------------------------- | ----- |
| 01   | Nigel Mansell      | Williams-Honda         | 1:24,514                  | 141,761 km/h              | 1:23,039                  | 144,279 km/h              | 01    |
| 02   | Ayrton Senna       | Lotus-Honda            | 1:25,255                  | 140,529 km/h              | 1:23,711                  | 143,121 km/h              | 02    |
| 03   | Nelson Piquet      | Williams-Honda         | 1:25,917                  | 139,446 km/h              | 1:24,755                  | 141,358 km/h              | 03    |
| 04   | Alain Prost        | McLaren-TAG-Porsche    | 1:25,574                  | 140,005 km/h              | 1:25,083                  | 140,813 km/h              | 04    |
| 05   | Michele Alboreto   | Ferrari                | 1:27,017                  | 137,683 km/h              | 1:26,102                  | 139,147 km/h              | 05    |
| 06   | Eddie Cheever      | Arrows-Megatron        | 1:27,716                  | 136,586 km/h              | 1:26,175                  | 139,029 km/h              | 06    |
| 07   | Stefan Johansson   | McLaren-TAG-Porsche    | 1:27,701                  | 136,610 km/h              | 1:26,317                  | 138,800 km/h              | 07    |
| 08   | Gerhard Berger     | Ferrari                | 1:29,281                  | 134,192 km/h              | 1:26,323                  | 138,790 km/h              | 08    |
| 09   | Thierry Boutsen    | Benetton-Ford          | 1:27,082                  | 137,581 km/h              | 1:26,630                  | 138,299 km/h              | 09    |
| 10   | Riccardo Patrese   | Brabham-BMW            | 1:26,957                  | 137,778 km/h              | 1:26,763                  | 138,087 km/h              | 10    |
| 11   | Derek Warwick      | Arrows-Megatron        | 1:27,685                  | 136,635 km/h              | 1:27,294                  | 137,247 km/h              | 11    |
| 12   | Teo Fabi           | Benetton-Ford          | 1:29,264                  | 134,218 km/h              | 1:27,622                  | 136,733 km/h              | 12    |
| 13   | Alessandro Nannini | Minardi-Motori Moderni | 1:28,517                  | 135,350 km/h              | 1:27,731                  | 136,563 km/h              | 13    |
| 14   | Martin Brundle     | Zakspeed               | 1:29,801                  | 133,415 km/h              | 1:27,894                  | 136,310 km/h              | 14    |
| 15   | Jonathan Palmer    | Tyrrell-Ford           | 1:30,307                  | 132,667 km/h              | 1:28,088                  | 136,009 km/h              | 15    |
| 16   | Alex Caffi         | Osella-Alfa Romeo      | 1:36,267                  | 124,454 km/h              | 1:28,233                  | 135,786 km/h              | 16    |
| 17   | Satoru Nakajima    | Lotus-Honda            | 1:30,606                  | 132,230 km/h              | 1:28,890                  | 134,782 km/h              | 17    |
| 18   | Philippe Alliot    | Lola-Ford              | 1:29,114                  | 134,444 km/h              | 1:29,459                  | 133,925 km/h              | 18    |
| 19   | Ivan Capelli       | March-Ford             | 1:31,589                  | 130,810 km/h              | 1:29,147                  | 134,394 km/h              | 19    |
| 20   | Piercarlo Ghinzani | Ligier-Megatron        | 1:31,098                  | 131,516 km/h              | 1:29,258                  | 134,227 km/h              | 20    |
| 21   | Andrea de Cesaris  | Brabham-BMW            | 1:32,643                  | 129,322 km/h              | 1:29,827                  | 133,376 km/h              | 21    |
| 22   | René Arnoux        | Ligier-Megatron        | 1:31,270                  | 131,268 km/h              | 1:30,000                  | 133,120 km/h              | 22    |
| 23   | Philippe Streiff   | Tyrrell-Ford           | 1:30,765                  | 131,998 km/h              | 1:30,143                  | 132,909 km/h              | 23    |
| 24   | Adrián Campos      | Minardi-Motori Moderni | 1:30,805                  | 131,940 km/h              | keine Zeit                | –                         | DNS   |
| 25   | Pascal Fabre       | AGS-Ford               | 1:35,179                  | 125,877 km/h              | 1:31,667                  | 130,699 km/h              | 24    |
| DSQ  | Christian Danner   | Zakspeed               | keine Zeit                | –                         | keine Zeit                | –                         | –     |

### Rennen
| Pos. | Fahrer             | Konstrukteur           | Runden | Stopps | Zeit        | Start | Schnellste Runde |
| ---- | ------------------ | ---------------------- | ------ | ------ | ----------- | ----- | ---------------- |
| 01   | Ayrton Senna       | Lotus-Honda            | 78     | 0      | 1:57:54,085 | 02    | 1:27,685         |
| 02   | Nelson Piquet      | Williams-Honda         | 78     | 0      | + 33,212    | 03    | 1:28,642         |
| 03   | Michele Alboreto   | Ferrari                | 78     | 1      | + 1:12,839  | 05    | 1:28,914         |
| 04   | Gerhard Berger     | Ferrari                | 77     | 0      | + 1 Runde   | 08    | 1:29,220         |
| 05   | Jonathan Palmer    | Tyrrell-Ford           | 76     | 0      | + 2 Runden  | 15    | 1:30,817         |
| 06   | Ivan Capelli       | March-Ford             | 76     | 0      | + 2 Runden  | 19    | 1:30,502         |
| 07   | Martin Brundle     | Zakspeed               | 76     | 0      | + 2 Runden  | 14    | 1:31,619         |
| 08   | Teo Fabi           | Benetton-Ford          | 76     | 0      | + 2 Runden  | 12    | 1:31,207         |
| 09   | Alain Prost        | McLaren-TAG-Porsche    | 75     | 0      | DNF         | 04    | 1:28,891         |
| 10   | Satoru Nakajima    | Lotus-Honda            | 75     | 0      | + 3 Runden  | 17    | 1:32,265         |
| 11   | René Arnoux        | Ligier-Megatron        | 74     | 1      | + 4 Runden  | 22    | 1:32,417         |
| 12   | Piercarlo Ghinzani | Ligier-Megatron        | 74     | 1      | + 4 Runden  | 20    | 1:32,389         |
| 13   | Pascal Fabre       | AGS-Ford               | 71     | 0      | + 7 Runden  | 24    | 1:35,699         |
| –    | Eddie Cheever      | Arrows-Megatron        | 59     | 0      | DNF         | 06    | 1:29,905         |
| –    | Derek Warwick      | Arrows-Megatron        | 58     | 0      | DNF         | 11    | 1:29,048         |
| –    | Stefan Johansson   | McLaren-TAG-Porsche    | 57     | 0      | DNF         | 07    | 1:29,758         |
| –    | Philippe Alliot    | Lola-Ford              | 42     | 1      | DNF         | 18    | 1:31,271         |
| –    | Riccardo Patrese   | Brabham-BMW            | 41     | 0      | DNF         | 10    | 1:30,077         |
| –    | Alex Caffi         | Osella-Alfa Romeo      | 39     | 0      | DNF         | 16    | 1:31,474         |
| –    | Andrea de Cesaris  | Brabham-BMW            | 38     | 0      | DNF         | 21    | 1:31,511         |
| –    | Nigel Mansell      | Williams-Honda         | 29     | 0      | DNF         | 01    | 1:28,049         |
| –    | Alessandro Nannini | Minardi-Motori Moderni | 21     | 0      | DNF         | 13    | 1:31,393         |
| –    | Philippe Streiff   | Tyrrell-Ford           | 9      | 0      | DNF         | 23    | 1:32,715         |
| –    | Thierry Boutsen    | Benetton-Ford          | 5      | 0      | DNF         | 09    | 1:31,300         |

## WM-Stände nach dem Rennen
Die ersten sechs des Rennens bekamen 9, 6, 4, 3, 2 bzw. 1 Punkt(e).  In der Fahrerwertung wurden die besten elf Resultate, in der Konstrukteurswertung alle Resultate gewertet.

### Fahrerwertung
| Pos. | Fahrer            | Konstrukteur        | Punkte |
| ---- | ----------------- | ------------------- | ------ |
| 01   | Alain Prost       | McLaren-TAG-Porsche | 18     |
| 02   | Ayrton Senna      | Lotus-Honda         | 15     |
| 03   | Stefan Johansson  | McLaren-TAG-Porsche | 13     |
| 04   | Nelson Piquet     | Williams-Honda      | 12     |
| 05   | Nigel Mansell     | Williams-Honda      | 10     |
| 06   | Michele Alboreto  | Ferrari             | 8      |
| 07   | Gerhard Berger    | Ferrari             | 6      |
| 08   | Andrea de Cesaris | Brabham-BMW         | 4      |
| 09   | Eddie Cheever     | Arrows-Megatron     | 3      |
| 10   | Satoru Nakajima   | Lotus-Honda         | 3      |
| 11   | Thierry Boutsen   | Benetton-Ford       | 2      |
| 12   | Martin Brundle    | Zakspeed            | 2      |
| 13   | Jonathan Palmer   | Tyrrell-Ford        | 2      |
| 14   | René Arnoux       | Ligier-Megatron     | 1      |

| Pos. | Fahrer             | Konstrukteur           | Punkte |
| ---- | ------------------ | ---------------------- | ------ |
| 15   | Ivan Capelli       | March-Ford             | 1      |
| 16   | Christian Danner   | Zakspeed               | 0      |
| 17   | Piercarlo Ghinzani | Ligier-Megatron        | 0      |
| 18   | Philippe Streiff   | Tyrrell-Ford           | 0      |
| 19   | Philippe Alliot    | Lola-Ford              | 0      |
| 20   | Teo Fabi           | Benetton-Ford          | 0      |
| 21   | Riccardo Patrese   | Brabham-BMW            | 0      |
| 22   | Pascal Fabre       | AGS-Ford               | 0      |
| 23   | Derek Warwick      | Arrows-Megatron        | 0      |
| 24   | Alex Caffi         | Osella-Alfa Romeo      | 0      |
| –    | Alessandro Nannini | Minardi-Motori Moderni | 0      |
| –    | Adrián Campos      | Minardi-Motori Moderni | 0      |
| –    | Gabriele Tarquini  | Osella-Alfa Romeo      | 0      |

### Konstrukteurswertung
| Pos. | Konstrukteur        | Punkte |
| ---- | ------------------- | ------ |
| 01   | McLaren-TAG-Porsche | 31     |
| 02   | Williams-Honda      | 22     |
| 03   | Lotus-Honda         | 18     |
| 04   | Ferrari             | 14     |
| 05   | Brabham-BMW         | 4      |
| 06   | Arrows-Megatron     | 3      |
| 07   | Benetton-Ford       | 2      |
| 08   | Zakspeed            | 2      |

| Pos. | Konstrukteur           | Punkte |
| ---- | ---------------------- | ------ |
| 09   | Tyrrell-Ford           | 2      |
| 10   | Ligier-Megatron        | 1      |
| 11   | March-Ford             | 1      |
| 12   | Lola-Ford              | 0      |
| 13   | AGS-Ford               | 0      |
| 14   | Osella-Alfa Romeo      | 0      |
| –    | Minardi-Motori Moderni | 0      |